# Herrschaft Allhartsberg
Die Herrschaft Allhartsberg war eine Grundherrschaft im westlichen heutigen Mostviertel im Erzherzogtum Österreich unter der Enns, dem heutigen Niederösterreich.

## Ausdehnung
Die Herrschaft Allhartsberg umfasste zuletzt die Ortsobrigkeit über Allhartsberg, Maierhofen, Angerholz und Kühberg. Der Sitz der Verwaltung befand sich in Allhartsberg.

## Geschichte
Ursprünglich zum Einflussbereich der Stadt Steyr gehörend, erwarben im Jahr 1666 die Grafen von Lamberg die Herrschaft. Letzter Herrschaftsinhaber war der Fürst Gustav Joachim von Lamberg, bis die Herrschaft nach den Reformen 1848/1849 aufgelöst wurde.